# Кирчо Киров
Кирчо Иванов Киров е български офицер, генерал-лейтенант, бивш началник на Националната разузнавателна служба (НРС).

## Биография
Кирчо Киров е роден в Силистра на 23 септември 1950 г. Като юноша играе в отбора на Ботев (Враца). Завършва средно училище във Враца, а след това педагогика и психология в Софийски университет.
От 1975 г. влиза в системата на службите за сигурност като разузнавач ІІІ степен в Окръжното управление на МВР-ДС във Враца. От 2002 г. е началник на Националната разузнавателна служба. На 24 февруари 2003 г. е назначен за временно изпълняващ длъжността директор на Националната разузнавателна служба до назначаването на титуляр. На 9 януари 2004 г. е назначен за директор на Националната разузнавателна служба и удостоен с висше военно звание бригаден генерал. На 4 май 2005 г. е назначен за директор на Националната разузнавателна служба и удостоен с висше офицерско звание генерал-майор. На 25 април 2006 г. е назначен за директор на Националната разузнавателна служба, считано от 1 юни 2006. На 3 май 2010 г. е удостоен с висше офицерско звание генерал-лейтенант. На 20 септември 2010 г. е награден с орден „За военна заслуга“ първа степен за изключителния му принос за националната сигурност. На 25 януари 2012 г. освободен от длъжността длъжността „Директор на Националната разузнавателна служба“ и от военна служба.
На 19 април 2012 г. е уволнен от министър-председателя Бойко Борисов поради съмнения за злоупотреби със средства на НРС. В резултат на това Кирчо Киров е даден на съд за присвояване на около 5 милиона лева. На първа инстанция е определен за виновен и осъден на 10 години затвор. След обжалване през Военно-апелативния съд, присъдата му е потвърдена. На тази втора инстанция е оправдан по обвинението за съставяне на фалшиви документи, с които е оправдал изразходването на парите.
На 23 януари 2018 г. присъдата му е увеличена на 15 години затвор от Софийския военен съд.
Награден с орден „За военни заслуги“, I степен.

## Военни звания
- Бригаден генерал (9 януари 2004)
- Генерал-майор (4 май 2005)
- Генерал-лейтенант (3 май 2010)